# Équipe de Côte d'Ivoire de football à la Coupe des confédérations 1992
L'équipe de Côte d'Ivoire de football participe à sa 1re Coupe des confédérations lors de l'édition 1992 qui se tient en Arabie saoudite du 15 octobre 1992 au 20 octobre 1992. Elle se rend à la compétition en tant que vainqueur de la CAN 1992.

## Résultats

### Demi-finale
| 16 octobre 1992           | Argentine | 4 - 0   | Côte d'Ivoire | Stade International Roi Fahd, Riyad              |                                                  |
| Historique des rencontres | Batistuta 2e, 10e · Altamirano 67e · Acosta 81e                                                                                                   |         | | Spectateurs : 15 000 Arbitrage : Jamal Al Sharif | Spectateurs : 15 000 Arbitrage : Jamal Al Sharif |
| Historique des rencontres | (Rapport) |         | | Spectateurs : 15 000 Arbitrage : Jamal Al Sharif | Spectateurs : 15 000 Arbitrage : Jamal Al Sharif |
| Historique des rencontres | Goycochea - Vázquez 13e, Altamirano, Basualdo, Ruggeri - Redondo, Villarreal ( 75e Cagna), Simeone, Rodriguez ( 67e Acosta) - Caniggia, Batistuta | Équipes | Gouaméné - Aka Kouamé, Diaby, Sam Abouo 5e, 51e, Dao - Gadji 44e, Kassi-Kouadio, Maguy, Sié - Ben Salah, A.Traoré | Spectateurs : 15 000 Arbitrage : Jamal Al Sharif | Spectateurs : 15 000 Arbitrage : Jamal Al Sharif |

### Match pour la troisième place
| 19 octobre 1992           | États-Unis | 5 - 2   | Côte d'Ivoire | Stade International Roi Fahd, Riyad             |                                                 |
| Historique des rencontres | Balboa 12e · Jones 31e · Wynalda 56e · Murray 67e, 83e                                                                        |         | Traoré 16e · Sié 76e | Spectateurs : 9 500 Arbitrage : Rodrigo Badilla | Spectateurs : 9 500 Arbitrage : Rodrigo Badilla |
| Historique des rencontres | (Rapport) |         | | Spectateurs : 9 500 Arbitrage : Rodrigo Badilla | Spectateurs : 9 500 Arbitrage : Rodrigo Badilla |
| Historique des rencontres | Meola - Clavijo, Balboa, Lapper, Caligiuri - Michalik, Henderson ( 27e Jones), Murray, Perez - Wynalda, Vermes ( 73e Kinnear) | Équipes | Gouaméné - Aka Kouamé, I.Koné, Lué, Diaby - Ben Salah 27e , A.Traoré, Maguy, Beugré Yago ( 63e Kassi-Kouadio) - Sié 37e , Dao ( 46e Gadji) | Spectateurs : 9 500 Arbitrage : Rodrigo Badilla | Spectateurs : 9 500 Arbitrage : Rodrigo Badilla |

## Effectif
Sélectionneur : Yéo Martial
| No. | Pos.      | Joueur               | Date de naissance et âge | Sélec. | Club                   |
| --- | --------- | -------------------- | ------------------------ | ------ | ---------------------- |
| 1   | Gardien   | Alain Gouaméné       | 15 juin 1966             |        | Raja Casablanca        |
| 2   | Défenseur | Basile Aka Kouamé    | 6 avril 1963             |        | ASEC Mimosas           |
| 3   | Défenseur | Arsène Hobou         | 30 octobre 1967          |        | ASEC Mimosas           |
| 4   | Milieu    | Ibrahima Koné        | 26 juillet 1969          |        | Africa Sports National |
| 5   | Défenseur | Rufin Lué            | 5 janvier 1968           |        | Africa Sports National |
| 6   | Défenseur | Sékana Diaby         | 10 août 1968             |        | Stade brestois 29      |
| 7   | Milieu    | Joseph Gadji Celi    | 1er mai 1961             |        | ASEC Mimosas           |
| 8   | Attaquant | Oumar Ben Salah      | 2 juillet 1964           |        | Le Mans FC             |
| 10  | Attaquant | Abdoulaye Traoré     | 4 mars 1967              |        | ASEC Mimosas           |
| 12  | Attaquant | Georges Lignon       | 29 décembre 1968         |        | Africa Sports National |
| 14  | Milieu    | Lucien Kassi-Kouadio | 12 décembre 1963         |        | ASEC Mimosas           |
| 16  | Gardien   | Losseni Konaté       | 29 décembre 1972         |        | ASEC Mimosas           |
| 17  | Milieu    | Serge Maguy          | 20 octobre 1970          |        | Africa Sports National |
| 18  | Attaquant | Eugène Beugré Yago   | 15 décembre 1969         |        | Africa Sports National |
| 19  | Défenseur | Sam Abouo            | 26 décembre 1973         |        | ASEC Mimosas           |
| 20  | Défenseur | Alain Bédé           | 20 août 1970             |        |                        |
| 21  | Attaquant | Donald-Olivier Sié   | 3 avril 1970             |        | ASEC Mimosas           |
| 22  | Défenseur | Lassina Dao          | 6 décembre 1971          |        | ASEC Mimosas           |

## Navigation